# 篠原中町
篠原中町（しのはらなかまち）は兵庫県神戸市灘区の町名。現行行政地名は篠原中町一丁目から篠原中町六丁目。
令和2年国勢調査（2020年10月1日）における世帯数1,856、人口3,255、うち男性1,486人、女性1,769人。郵便番号は657-0066。

## 地理
東は宮山町、南は阪急神戸線を挟み篠原南町、西は南から順に天城通、畑原通、赤坂通、北は篠原本町。旧篠原村域の中央南寄りの区域に当たる。

## 施設
- 慶光寺